# Ainau

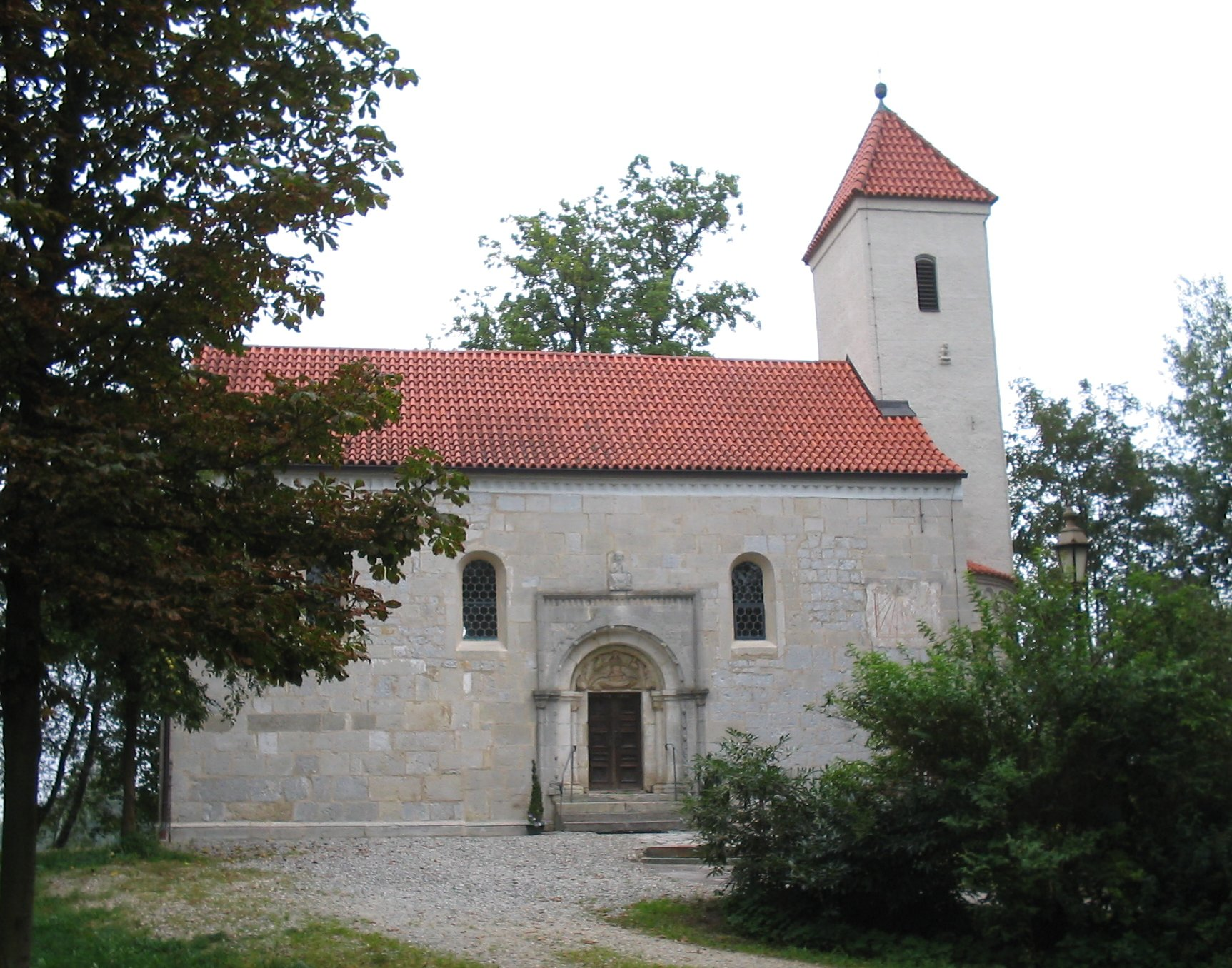
Die katholische Pfarrkirche St. Ulrich in Ainau

Ainau ist seit 1978 ein Ortsteil der Stadt Geisenfeld in der Hallertau. Zuvor war er der bis dahin selbstständigen Gemeinde Zell angegliedert.

## Geographie
Das Kirchdorf Ainau liegt etwa zwei Kilometer südlich des Stadtkerns von Geisenfeld im oberbayerischen Landkreis Pfaffenhofen an der Ilm. Durch das Zusammenwachsen der Orte im direkten Umfeld von Geisenfeld, erkennt man die Grenzen von Ainau heute nicht mehr. 
Häufig wird als Ainau der gesamte südliche Bereich von Zell bezeichnet, wobei das ursprüngliche Ainau nur etwa im Bereich der heutigen Dekan-Trost-Straße liegt.

## Wirtschaft
- Ainau ist ländlich geprägt und besteht fast ausschließlich aus Bauernhöfen.

## Geschichte
Erstmals wurde Ainau um das Jahr 820 erwähnt, der damalige Besitzer nannte sich Agino. Im Jahr 1036 lebte hier der verbannte Herzog Adalbero mit seiner Familie. Er baute sich eine kleine Burg, von der heute nur noch die Kirche steht. Sie dient heute als Pfarrkirche und ist dem Hl. Ulrich geweiht.
Die Eingliederung der Gemeinde Zell in die Stadt Geisenfeld erfolgte am 1. Januar 1978.
Die Bürger von Ainau haben heute noch das Recht, auf dem Friedhof Ainau beerdigt zu werden, und nicht auf dem Zentralfriedhof von Geisenfeld.

## Baudenkmäler
- Pfarrkirche St. Ulrich
- ehemaliges Pfarrhaus, erbaut 1862/63
- ehemaliges Schulhaus, erbaut 1909/10

Siehe auch: Liste der Baudenkmäler in Ainau